# Biblioteca Nacional da Mongólia

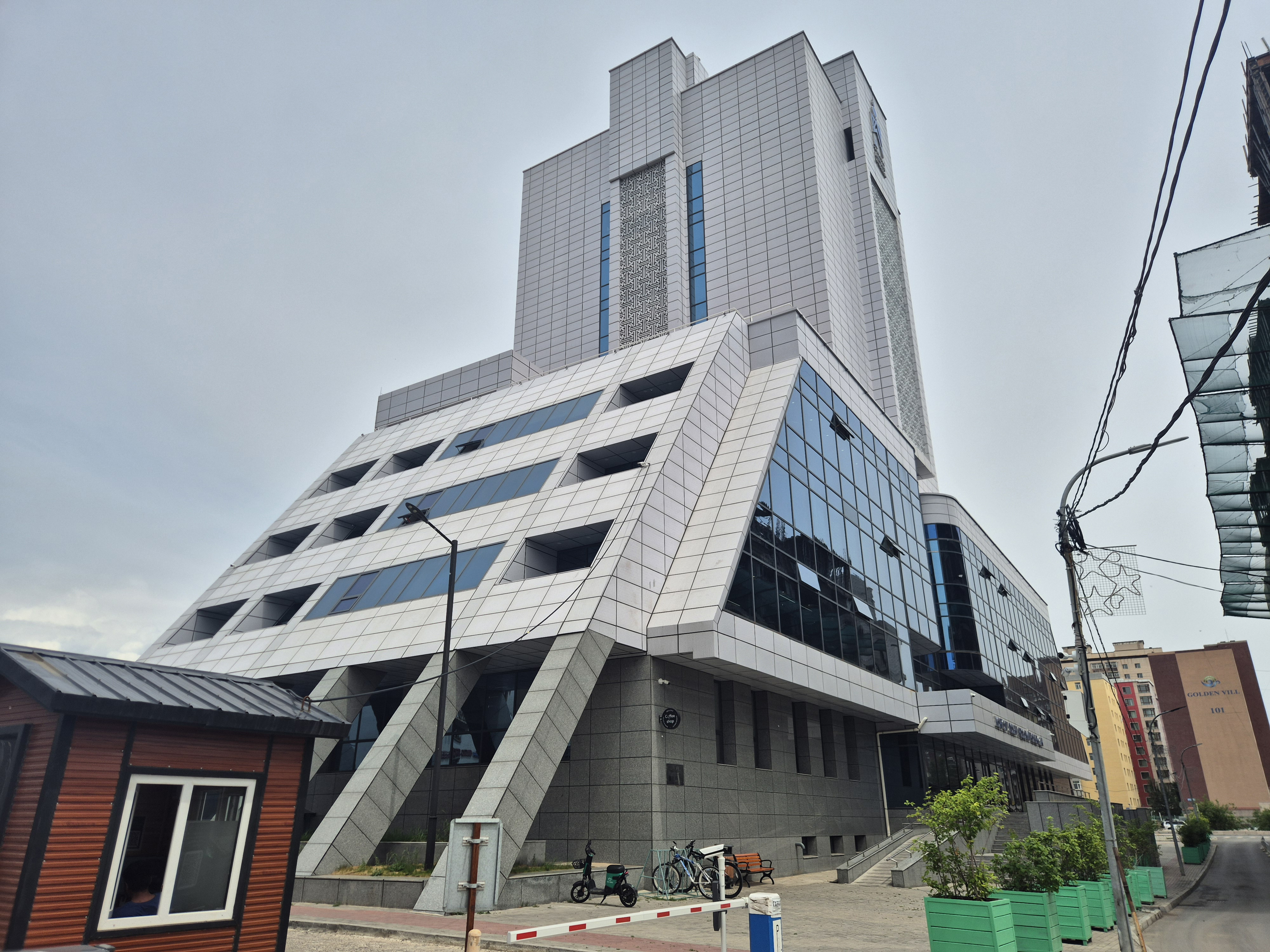
Biblioteca Nacional da Mongólia

Biblioteca Nacional da Mongólia (em mongol: Монгол Улсын Үндэсний Номын Сан) está localizada em Ulã Bator, é a maior e mais antiga biblioteca da Mongólia. Tem um acervo de mais de 3 milhões de livros, incluindo sutras e manuscritos raros. 

## Coleção
A Biblioteca Nacional da Mongólia tem como propósito "coletar e preservar manuscritos, sutras, dissertações acadêmicas, assim como livros e periódicos que foram publicados na Mongólia e livros estrangeiros com relevância nacional, para criar uma bibliografia nacional, com o objetivo de prestar serviços eficientes para os usuários da biblioteca e auxiliar outras bibliotecas públicas com metodologia profissional, orientação e informação".
O acervo da biblioteca conta com mais de 1 milhão de obras raras, com documentos históricos em Mongol, Chinês, Tibetano e Manchu. Grande parte do acervo foram doações de fieis budistas, que esconderam artefatos do partido comunista, que na época, destruiu mais de 700 mosteiros e executou 30.000 mil monges.  
Apesar da importância da biblioteca para a cultura e historia da Mongólia, muitos textos estão em mau estado e alojados em condições inadequadas. Por ser uma vasta coleção de obras e com um espaço restrito, muito da coleção está empilhada sem catalogação no armazém da biblioteca.

## História
A Biblioteca Nacional da Mongólia foi fundada oficialmente em 19 de novembro de 1921, por recomendação do Comitê Científico da Mongólia. A biblioteca era originalmente chamada de Instituto de Sutras e Escrituras, sua coleção original continha apenas 2.000 livros, todos doados pelo famoso estudioso da Mongólia Tseven. 
Em 1963, o salão de literatura cientifica foi criado com o objetivo de facilitar o acesso aos textos sobre a história da Mongólia para pesquisadores estrangeiros.                                Em 1981 foi criado o museu de livros raros. A biblioteca se tornou um membro da Federação Internacional de Associações e Instituições Bibliotecárias (IFLA) em 1991                   e começou com um programa de intercâmbio literário com mais de 100 bibliotecas em 70 países.
Desde os anos 60, havia na frente da biblioteca uma estátua de Josef Stalin, que em 1990 foi removida a pedido do governo. Em 2004 foi substituída por uma estátua                                   de Byambyn Rinchen, um cientista e tradutor mongol famoso. A estatua foi inaugurada no aniversário de nascimento de 100 anos de Byambyn.